# Диоцез Саутуарка
Диоцез Саутуарка является одним из 44 диоцезов Церкви Англии, часть всемирного Англиканского сообщества. Диоцех является частью провинции Кентербери в Англии. Епархия включает районы Большого Лондона к югу от реки Темзы (за исключением лондонских боро Бексли и Бромли) и восточный Суррей .

## История
Диоцез был выделен в отдельную церковную структуру 1 мая 1905 из епархии Рочестера, в состав которой входил с 1891 по 1905 год (территория возглавлялась викарным епископом Саутуарка). Ранее 1877 года эта территория была частью диоцеза Винчестера. В 1991 году диоцез Саутуарка был разделён на три епископских областей, каждая из которых содержит два архидиаконата.

## Структура
- епископальное поле Кройдон (возглавляется епископом Кройдона):
  - архидиаконат Кройдон (включает благочиния Кройдон Эддингтон, Кройдон Центральной, Кройдон Северный, Кройдон Южный и Саттон).
  - архидиаконат Райгейт (включает благочиния Кэтерем, Годстоун и Райгейт).
- епископальное поле Кингстон (возглавляется епископом Кингстона):
  - архидиаконат Ламбет (включает благочиния Брикстон, Клэпем, Ламбет Северный, Ламбет Южный, Стритем и Мертона).
  - архидиаконат Уондзуорта (включает благочиния Баттерси, Кингстон, Ричмонд и Барнс, Уондзсворт)
- епископальное поле Вулвича (возглавляется епископом Вулвичским):
  - архидиаконат Льюишема и Гринвича (включает благочиния Чарлтон, Дептфорд, Восточной Льюишем, Элтем и Моттингем, Пламстед и Западной Льюишем).
  - архидиаконат Саутуарка (включает благочиния Бермондси, Кэмберуэлл, Далвич, Саутуарк и Ньюингтон).